# Tony Hiller
Anthony Toby "Tony" Hiller (Londres, 30 de julio de 1927-26 de agosto de 2018) fue un compositor y productor musical británico. 

## Biografía
Tony Hiller comenzó su carrera musical en los años 50, como miembro de dúo de música y baile The Hiller Brothers, junto a su hermano Irving. The Hiller Brothers actuaron junto a un buen número de artistas de aquella época como Alma Cogan, Tommy Cooper, Val Doonican, Matt Monro, The Shadows, Bernard Manning, Kathy Kirby, Roger Whittaker, Rip Taylor, Gene Vincent, Lance Percival, Tessie O'Shea, Frank Ifield, Deep River Boys, The Dallas Boys, Clark Brothers, Paul Melba o Ray Burns.
Nacido en Londres, es conocido por haber escrito o producido numerosos éxitos para Brotherhood of Man, como "United We Stand" (1970), "Save Your Kisses for Me" (1976), "Angelo" (1977), y "Figaro" (1978). "Save Your Kisses for Me" fue el tema que ganó el festival de Eurovisión de 1976, la canción fue escrita por Lee Sheriden, Tony Hiller y Martin Lee. Hiller, quien también la produjo, hizo llegar el tema a los ejecutivos de la BBC que decidieron seleccionarlo para representar al Reino Unido en el festival. "Save Your Kisses for Me" se convirtió en el mayor éxito comercial de Brotherhood of Man y con los años ha llegado a convertirse en un himno para la comunidad gay. La canción "United We Stand" es considerada un clásico a nivel mundial y ha sido grabada por más de 100 artistas diferentes. Treinta años después del éxito original, la canción volvió a popularizarse convirtiéndose en un himno patriótico y espiritual, y fue grabada por varios artistas más. Fue utilizada por muchos medios de comunicación durante la cobertura de los atentados del 11-S.
Más de 500 artistas han grabado canciones escritas por Hiller, incluyendo Brotherhood of Man, Elton John, Olivia Newton-John, Andy Williams, Ray Stevens, The Miracles, The Hollies, Sonny and Cher, The Osmonds, Glen Campbell, Crystal Gayle, Anne Murray, Ed Bruce y The Fortunes.

## Premios y reconocimientos
- Seis Premios Ivor Novello
- Una nominación a los Ivor Novello al éxito internacional del año
- British Academy of Songwriters, Composers and Authors, Councillor
- Placa de oro al mérito de la British Academy of Composers and Songwriters
- Seis premios de la ASCAP
- Canción ganadora del Festival de Eurovisión
- Sencillo más vendido del año 1976 en el Reino Unido
- Composición sobresaliente en el Festival Yamaha
- Director de la Performing Right Society
- 40 discos de oro, plata y platino
- Society Of Distinguished Songwriters